# Czeladzka Spółdzielnia Mieszkaniowa
Czeladzka Spółdzielnia Mieszkaniowa – jedna z największych spółdzielni mieszkaniowych w województwie śląskim z siedzibą w Czeladzi. Powstała 10 lipca 1974 roku. Spółdzielnia administruje 153 budynkami mieszkalnymi o łącznej powierzchni użytkowej 282 374,42 m2, 10 pawilonami usługowo - handlowymi oraz garażami. Działalność społeczno - kulturalną Spółdzielnia realizuje w ramach Spółdzielczego Domu Kultury "Odeon". Wydawany jest również Biuletyn Spółdzielczy (od 2023 r. w formie kwartalnika).

## Zasoby Spółdzielni
Spółdzielnia administruje 153 budynkami mieszkalnymi o łącznej powierzchni użytkowej 282 374,42 m2, 10 pawilonami usługowo - handlowymi oraz garażami. Na zasoby Czeladzkiej Spółdzielni Mieszkaniowej składają się 4 osiedla :
- Osiedle Ogrodowa (Administracja Nr 1),
- Osiedle Piłsudskiego (Administracja Nr 2),
- Osiedle Saturn (Administracja Nr 3),
- Osiedle Dziekana (Administracja Nr 4).

## Historia
W 1963r. nastąpiło połączenie kilku spółdzielni mieszkaniowych m.in. „Przyszłość”, „Radość”, i „Górnik” przy Kopalni Milowice w jedną Międzyzakładową Górniczą Spółdzielnię Mieszkaniową „Zagłębie” w Sosnowcu, zachowując tym samym podział na administracje spółdzielni danego regionu, miasta czy dzielnicy. W 1974r. ze Spółdzielni „Zagłębie” odłączyła się i powstała całkowicie niezależna Czeladzka Spółdzielnia Mieszkaniowa z siedzibą w Czeladzi. 

## Władze Spółdzielni
Przewodniczący Rady Nadzorczej
- Augustyn Dziewoński (1974-1991)
- Tadeusz Horyń (2009-2012)
- Renata Malinowska (2012-2015)
- Krystyna Piwowarczyk (2015-2018)
- Zbigniew Kocot (2018-2023)
- Elżbieta Hanasiewicz (23 VI 2023 – 26 VI 2024)
- Anna Mentel (26 VI 2024 – nadal)

Prezesi Zarządu
- Leszek Rudzki (1974-1981)
- Ryszard Wesołowski (1981-1990)
- Andrzej Chrzanowski (1990-1992)
- Andrzej Świątek (1992-1994)
- Sławomir Święch (1994-2012)
- Jolanta Bulska (2012-2013)
- Zygmunt Kopczyński (2013-2015)
- Małgorzata Purchała (2015 – VI 2023)
- Krystyna Piwowarczyk (VII – VIII 2023)
- Marcin Karlik  (25 VIII 2023 – nadal)